# Drarga
Drarga oder Drargua (arabisch الدراركة, Zentralatlas-Tamazight ⴷⵔⴰⵔⴳⵡⴰ) ist eine Stadt mit knapp 80.000 Einwohnern und Hauptort einer Landgemeinde (commune rurale) mit insgesamt annähernd 110.000 Einwohnern in der Präfektur Agadir-Ida ou Tanane im Großraum von Agadir im Südwesten des Königreichs Marokko.

## Lage und Klima
Die Stadt Drarga liegt im Westen des Antiatlas-Gebirges etwa 2 km nördlich des Oued Souss und ca. 16 km (Fahrtstrecke) südöstlich von Agadir in einer Höhe von ca. 40 m. Das vom nahen Atlantik mitbeeinflusste Klima ist meist trocken und warm; Regen (ca. 275 mm/Jahr) fällt nahezu ausschließlich in den Wintermonaten.

## Bevölkerung
| Jahr      | 1994  | 2004   | 2014   | 2024   |
| Einwohner | k. A. | 17.071 | 50.946 | 78.830 |

Der rapide Bevölkerungsanstieg im ausgehenden 20. und beginnenden 21. Jahrhundert ist im Wesentlichen auf die Zuwanderung von Berberfamilien aus den umliegenden Bergregionen des Antiatlas zurückzuführen.

## Geschichte
Drarga war bis weit ins 20. Jahrhundert hinein nur ein kleines Berberdorf mit etwa 4000 Einwohnern; den Status einer Landgemeinde erhielt es erst im Jahr 1992. Viele in den Bergregionen des Antiatlas ansässige Berber mussten ihre Heimatdörfer wegen der zunehmenden Trockenheit infolge der fortschreitenden globalen Erwärmung verlassen und siedelten sich im noch über ausreichend Wasser verfügenden Großraum von Agadir an.

## Sehenswürdigkeiten
Die Stadt verfügt über keinerlei historisch oder kulturell bedeutsame Sehenswürdigkeiten; sie verfügt jedoch seit Beginn des 21. Jahrhunderts über eine biologische Kläranlage mit Bewässerungsfunktion.